# Clonia angolana
Clonia angolana är en insektsart som beskrevs av Johann Heinrich Kaltenbach 1971. Clonia angolana ingår i släktet Clonia och familjen vårtbitare. Inga underarter finns listade i Catalogue of Life.